# Foumalade
Malal Almamy Talla, plus connu sous le nom de Fou malade (ou Foumalade), né le 19 juin 1974 à Saint-Louis (Sénégal), est un rappeur, auteur-compositeur et interprète sénégalais.

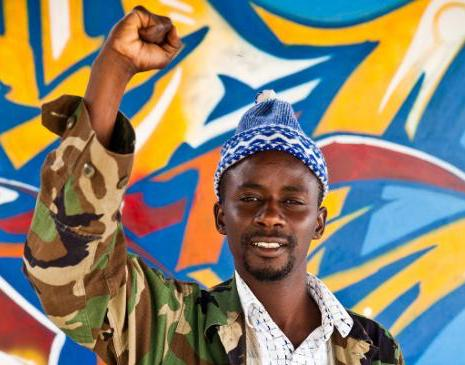

## Biographie
Malal Almamy Talla est né le 19 juin 1974 à Saint-Louis au Sénégal. Il est l'un des fondateurs du mouvement Y'en a marre en janvier 2011. Il est le grand frère de Sidy Talla (Diss-Crimination) et de Ismaila Talla (Iss 814),
Il est titulaire d'une licence d'Anglais obtenue à l'université de Dakar, Malal Almamy Talla a pris le pseudonyme de « Fou malade » afin de prendre un peu de distance critique à l'égard de la société sénégalaise.
Il chante en première partie du concert de Youssou N'Dour à Bercy (Paris) en Mai 2004.
Il écrit le tube Taximan avec Viviane Ndour en 2004.
En 2005 le rappeur sort son premier album solo intitulé Radio Kankan.
La chanson phare de l'album Tioukh Na Kaye (« C'est Super Bon ») fait danser le Sénégal pendant l'été 2005.
En 2014, il est placé en garde à vue après avoir critiqué la corruption dans la police sénégalaise lors d'une réunion publique.

## Discographie
- Radio Kankan
- On va tout dire (2008, production Lalu Music).
- ResistaNTS, avec le groupe Bat'Haillon Blin-d (2012, production Youkounkoung)